# Henri Terré
Pour les articles homonymes, voir Terré.
Henri Terré, né le 16 février 1900 à Paris (Seine) et mort le 13 octobre 1978 à Troyes (Aube), est un homme politique français.

## Biographie
Issu d'une famille modeste (ses parents sont bourreliers), son instruction s'arrête avec le certificat d'études. Il quitte Paris après son service militaire, et s'installe à Troyes où il monte une entreprise industrielle qu'il gère pendant de nombreuses années.
Mobilisé en 1939, il est rendu à la vie civile après l'armistice. Il s'engage dans la résistance, ce qui lui vaut, après la guerre, d'être décoré de la croix de combattant volontaire de la résistance et de la légion d'honneur.
Il adhère au Parti républicain de la Liberté à sa création, et mène en 1947 une liste de droite assez large (radicaux, PRL, MRP, RPF) pour l'élection municipale de Troyes. Avec 53 % des voix, il est élu maire.
L'année suivante, il se présente à l'élection du Conseil de la République, mais n'obtient que 20,8 % des voix. Cet échec ne pèse pas sur la suite de sa carrière locale : élu  dans le canton de Troyes-III en 1949, il devient président du conseil général de l'Aube, et est réélu sans difficulté maire de Troyes en 1953 et 1959.
Pendant ces deux mandats, son action municipale principale est dirigée vers l'amélioration de l'habitat, avec la destruction des taudis et la rénovation des îlots insalubres.
Favorable au retour de Charles de Gaulle au pouvoir, sans pour autant rejoindre le parti gaulliste, il se présente aux législatives de 1958 avec l'étiquette du Centre national des indépendants. Il est élu au second tour : avec 66,3 % des voix, il bat facilement le sortant communiste Marcel Noël.
A l'assemblée, il suit surtout les dossiers relatifs au bâtiment et aux travaux publics, et se montre critique vis-à-vis de la politique du ministre de la construction, Pierre Sudreau. Il critique à la fois le manque de prise en compte du déséquilibre territorial entre Paris et la province, la faiblesse des budgets, et surtout la faiblesse de la concertation menée sur ces questions.
En 1962, comme nombre de députés du CNI, il vote la motion de censure qui provoque la chute du gouvernement de Georges Pompidou.
Lors des législatives de novembre 1962, il est fortement concurrencé par le candidat investi par l'UNR, le recteur Pierre Daure, qui obtient 28,8 % des voix au premier tour, contre 31,8 % au député sortant. Au second tour, il l'emporte difficilement, du fait du maintien du candidat gaulliste, qui réunit encore 32 % des suffrages. Terré lui en obtient 34,1 % contre 33,9 % au candidat communiste Marcelin Ninoreille.
Membre du groupe des républicains indépendants, il s'affirme toujours comme un expert de la question du logement, avec une attitude toujours assez critique vis-à-vis des insuffisances de la politique menée. Il critique notamment les conditions d'accueil des rapatriés d'Algérie, le manque de cohérence de la politique des logements sociaux, Pour autant, il soutient de plus en plus clairement les grandes orientations de la politique du pouvoir.
En 1967, à la surprise générale, il est battu aux élections législatives par le candidat de la gauche, Bernard Pieds, maire de Bar-sur-Seine, ancien de la SFIO investi par la FGDS, qui obtient 54 % des voix au second tour. Dans la foulée, il est battu aux cantonales, et n'a plus que le mandat de maire de Troyes.
Après la dissolution de l'assemblée en 1968, il ne tente pas de retrouver son siège de député, et laisse Robert Galley se porter candidat au nom du parti gaulliste, et être élu.
En septembre, en revanche, il se présente avec succès aux sénatoriales, avec presque les deux tiers des voix au second tour. Il est réélu en 1971, mais n'achève pas son mandat, puisqu'il meurt en 1978.
Réélu maire en 1971, il cède rapidement ce mandat à Robert Galley.

## Détail des mandats et fonctions
Mandats nationaux :
- 1968 - 1978 : sénateur de l'Aube.
- 1958 - 1967 : député de la Deuxième circonscription de l'Aube.

Mandats locaux :
- 1947 - 1972 : Maire de Troyes.
- 1949 - 1967 : Conseiller général du canton de Troyes-3.
- 1949 - 1967 : Président du Conseil général de l'Aube.